# Chegg
Chegg Inc. é uma empresa americana de tecnologia educacional sediada em Santa Clara, Califórnia. A Chegg oferece aluguel de livros didáticos digitais e físicos, tutoria on-line e outros serviços para estudantes.

## História
Em outubro de 2000, os estudantes Josh Carlson, Mike Seager e Mark Fiddleke lançaram o precursor do Cheggpost, um quadro de avisos para estudantes da Universidade Estadual de Iowa, a universidade dos fundadores.  Chegg é uma junção das palavras Chicken (galinha) e Egg (ovo).
Josh Carlson então trabalhou com Osman Rashid. Ele era um usuário entusiasmado do site que reconheceu seu potencial para revolucionar o mercado de livros didáticos.  A empresa foi fundada em junho de 2005. 
Em fevereiro de 2006, Josh Carlson deixou a empresa.
Em 2007, a empresa adaptou seu modelo de negócios ao modelo de aluguel da Netflix e se concentrou no aluguel de livros didáticos para estudantes. 
Embora a empresa tenha gerado uma receita de US$ 10 milhões em todo o ano fiscal de 2008, ela gerou US$ 10 milhões somente em janeiro de 2009. 
Em 2010, Dan Rosensweig foi anunciado como o novo CEO da Chegg Inc.
Em abril de 2017, a Chegg firmou uma parceria com Pearson Education.
Em 2018, a Chegg anunciou que havia sido vítima de um violação de dados. Estima-se que aproximadamente 40 milhões de dados de clientes tenham sido roubados.
Pouco tempo depois, a empresa foi incluída na lista da Fortune dos “25 Melhores Pequenos e Médios Locais de Trabalho para Mulheres”. 
Em 2021, a Chegg adquiriu a plataforma de aprendizado de idiomas Busuu.com por 385 milhões de euros.

## Empregados

### Linha
- Dan Rosensweig, Presidente e CEO

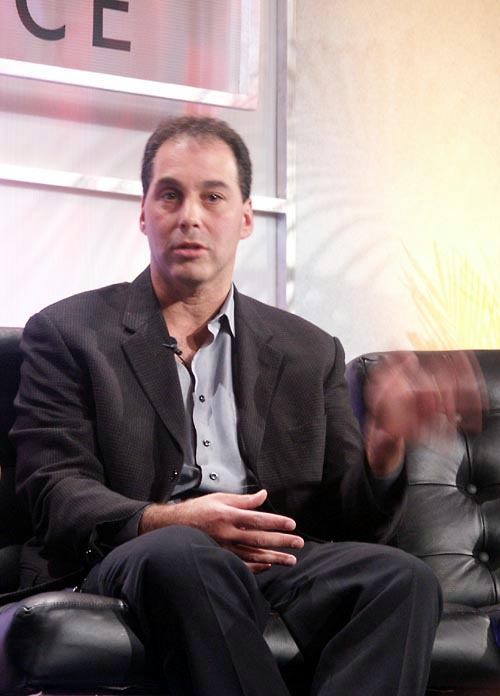
Imagem de Dan Rosensweig

- Nathan Schulz, Presidente de Serviços de Aprendizagem
- Andrew Brown, Diretor Financeiro
- Mike Osier, Diretor de Informação e Diretor de Resultados
- Esther Lem, Diretora de Marketing
- John Filmore, Diretor de Estratégia
- Dana Jewell, Secretária e Conselheira Geral Associada [7]

### Números de negócios
Em 2019, a empresa gerou uma receita de US$ 411 milhões. Isto corresponde a um aumento de mais de 30% em comparação ao ano fiscal anterior, com vendas de US$ 321 milhões. 
| Ano  | Volume de vendas | Lucro | Ativos totais | Funcionários |
| ---- | ---------------- | ----- | ------------- | ------------ |
| 2010 | 149              | -26   | 0             |              |
| 2011 | 172              | -38   | 196           |              |
| 2012 | 213              | -49   | 196           | 613          |
| 2013 | 256              | -158  | 327           | 639          |
| 2014 | 305              | -65   | 318           | 709          |
| 2015 | 301              | -59   | 291           | 672          |
| 2016 | 254              | -42   | 291           | 766          |
| 2017 | 255              | -20   | 447           | 893          |
| 2018 | 321              | -15   | 761           | 1087         |
| 2019 | 411              | -10   | 1489          | 1401         |

## Uso problemático
Este site é identificado como um site de fraude contratual, ou seja, h. Alunos e estudantes usam o Chegg para obter soluções para questões de exames, entre outras coisas. 